# Johann Birckmann
Johann Birckmann (auch Johann Birkmann, * 9. Februar 1527; † um 1572 in Köln) war ein in Köln wirkender Buchdrucker. Er entstammte der dort ansässigen berühmten Buchhändler- und Buchdruckerfamilie.

## Leben und Werk
Johann Birckmann hatte die Buchdruckerei von seinem Vater Arnold Birckmann um 1566 in Köln übernommen. Er verlegte medizinische, naturwissenschaftliche und theologische Werke seiner Zeit. In diesen Vorhaben wurde er von seinem als Arzt wirkenden Bruder Theodor Birckmann unterstützt.
Birckmann verlegte Autoren wie Georg Cassander, Joachim Hopper, Cornelius Walther, Petrus Molinaeus und Ximenius. Er übte damit einen großen Einfluss auf die damalige wissenschaftliche Diskussion aus. Als Birckmann um 1572 in Köln starb, führte seine Frau das Geschäft bis 1585 weiter. In den fast zwanzig Jahren von 1566 bis 1585 verlegten Birckmann und seine Frau 116 verschiedene Titel. Arnold Mylius übernahm 1585 das Geschäft als Alleininhaber und führte es fort.